# 阿德墨托斯

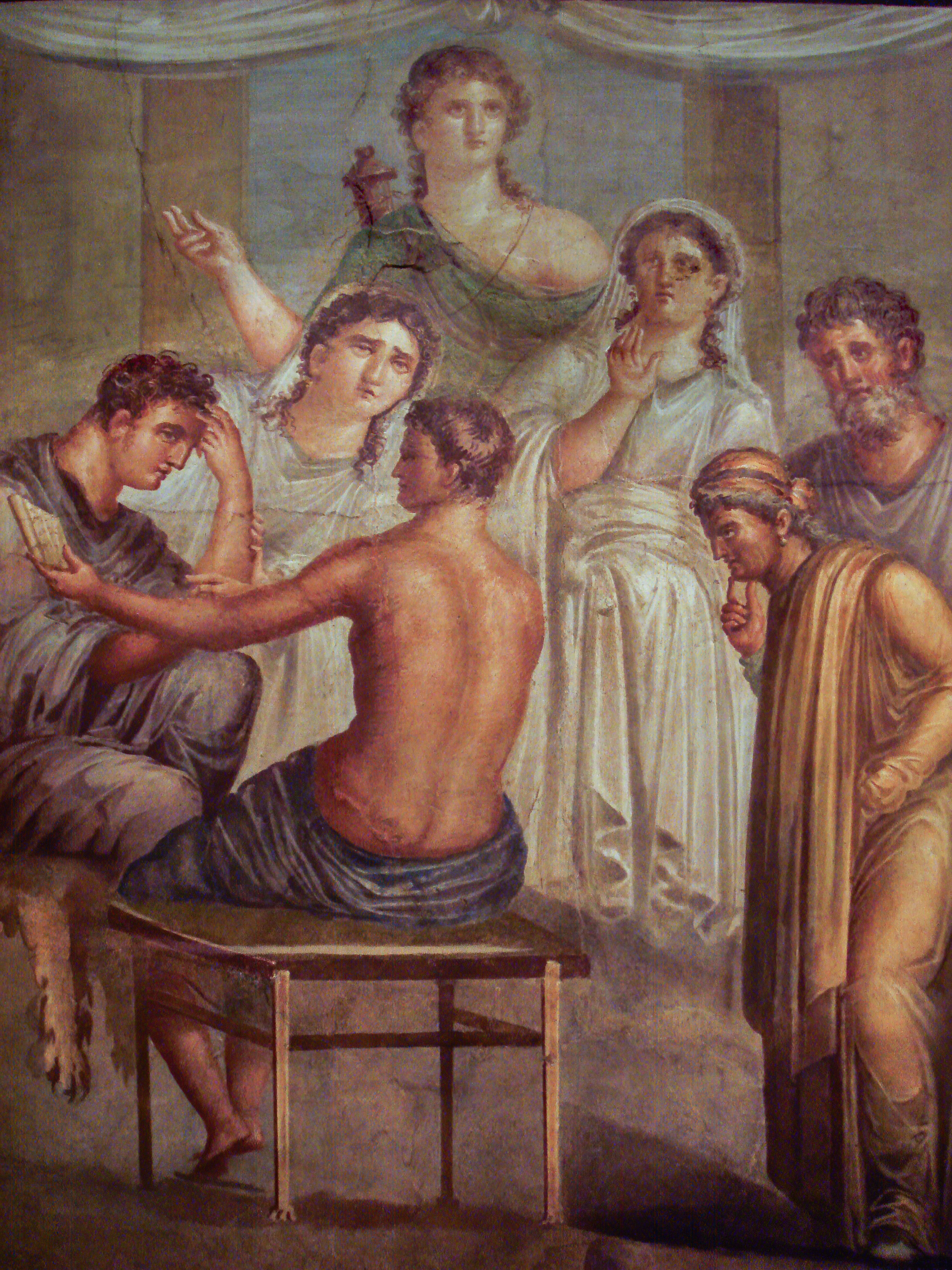
阿尔刻提斯与阿德墨托斯，古罗马壁画。

阿德墨托斯是斐瑞斯子，克瑞透斯孙，埃俄罗斯曾孙。希腊神话中色薩利的国王，阿尔戈英雄之一，曾参加卡吕冬狩猎。为了追求伊奥尔科斯国王珀利阿斯最美丽的女儿阿尔刻提斯，接受其父亲的要求驾驭狮子和野猪拉的战车。阿波罗因为杀死独眼巨人而被罚作阿德墨托斯的奴隶，两人结为好友。阿波罗预见阿德墨托斯即将辞世，便说服了命运女神延长他的生命，但条件是要有人愿意替他去死。其妻子阿尔刻提斯自愿牺牲，替丈夫去死。后来赫拉克勒斯将其妻子救活。阿尔刻提斯死亡和复活的故事在后世许多浮雕和花瓶的主题。欧里庇得斯把這個故事寫成一部古希臘悲劇阿爾刻提斯。